# Pellucidar

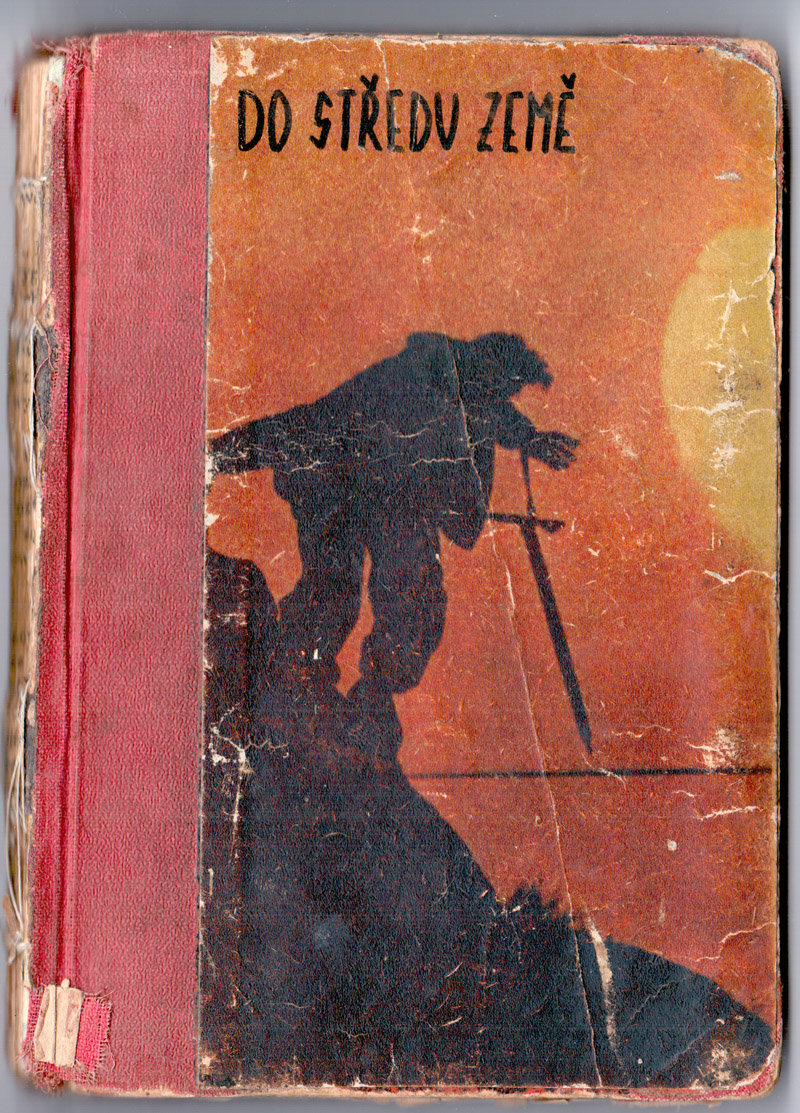
česká edice, E. R. Burroughs: Do středu Země, nakladatel Ladislav Šotek, Praha, tisknuto v Moravském Krumlově 1927.

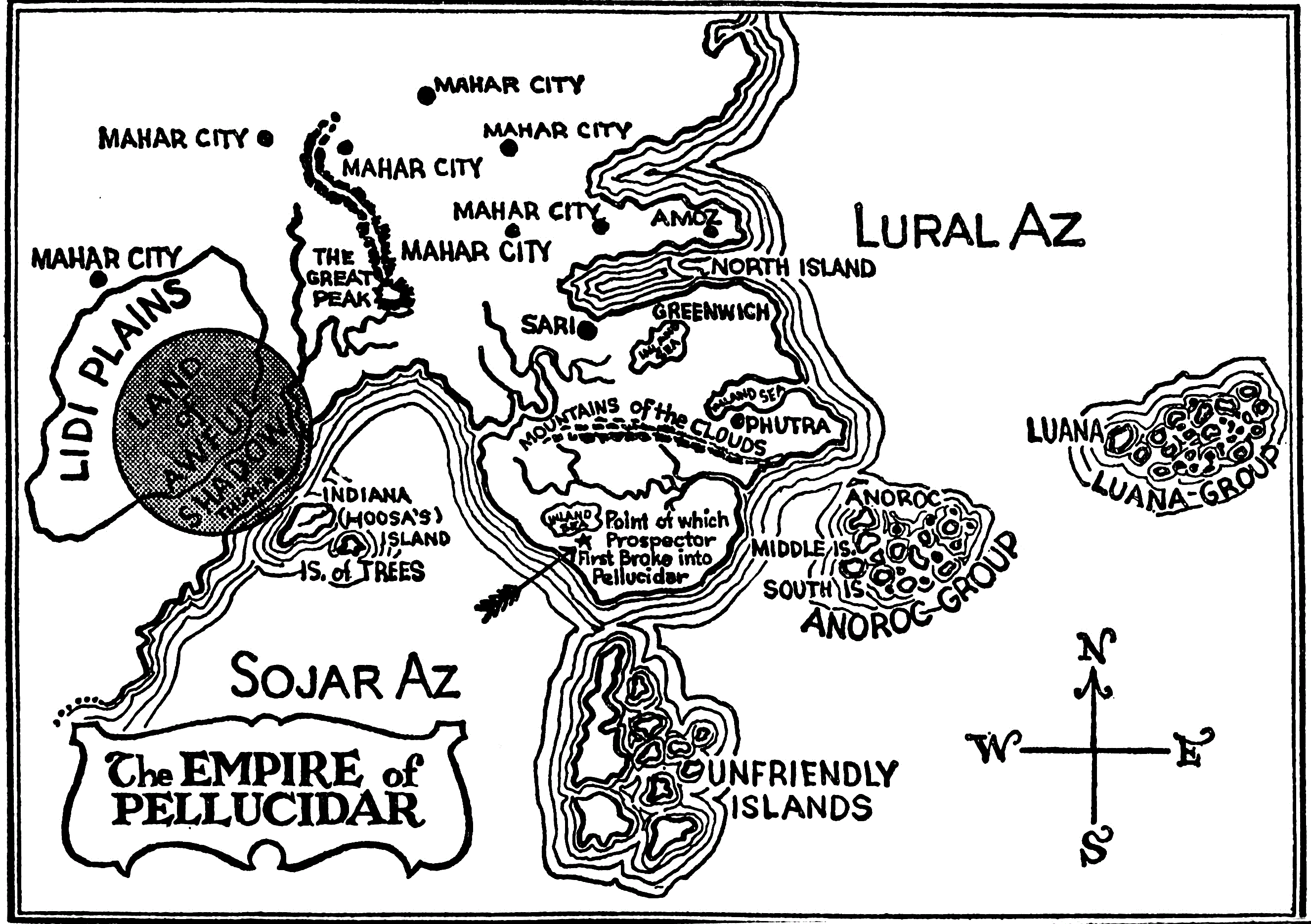
Mapa Pelluciadru, vydání z roku 1915.

Pellucidar je fiktivní svět, ve kterém se odehrává sedmidílná sci-fi série amerického spisovatele dobrodružných příběhů Edgara Riceho Burroughse. Pellucidar je zvláštní svět, který leží uvnitř duté Zeměkoule na jejím vnitřním povrchu. Pozemskému povrchu zde odpovídají moře a naopak a žijí tu dávno vymřelí ještěři. Nejdokonalejší rasou jsou zde však Mahaři, obludní ptakoještěři, pro které musí zde žijící lidé otrocky pracovat.
Hlavní hrdinové cyklu, David Innes a jeho přítel Abner Perry, se do Peluucidaru dostávají pomocí svého vynálezu, mechanického krtka, a prožívají zde mnohá dobrodružství při své snaze pomoci zdejším domorodcům v jejich snaze zbavit se krutých plazích vládců.

## Přehled jednotlivých dílů cyklu

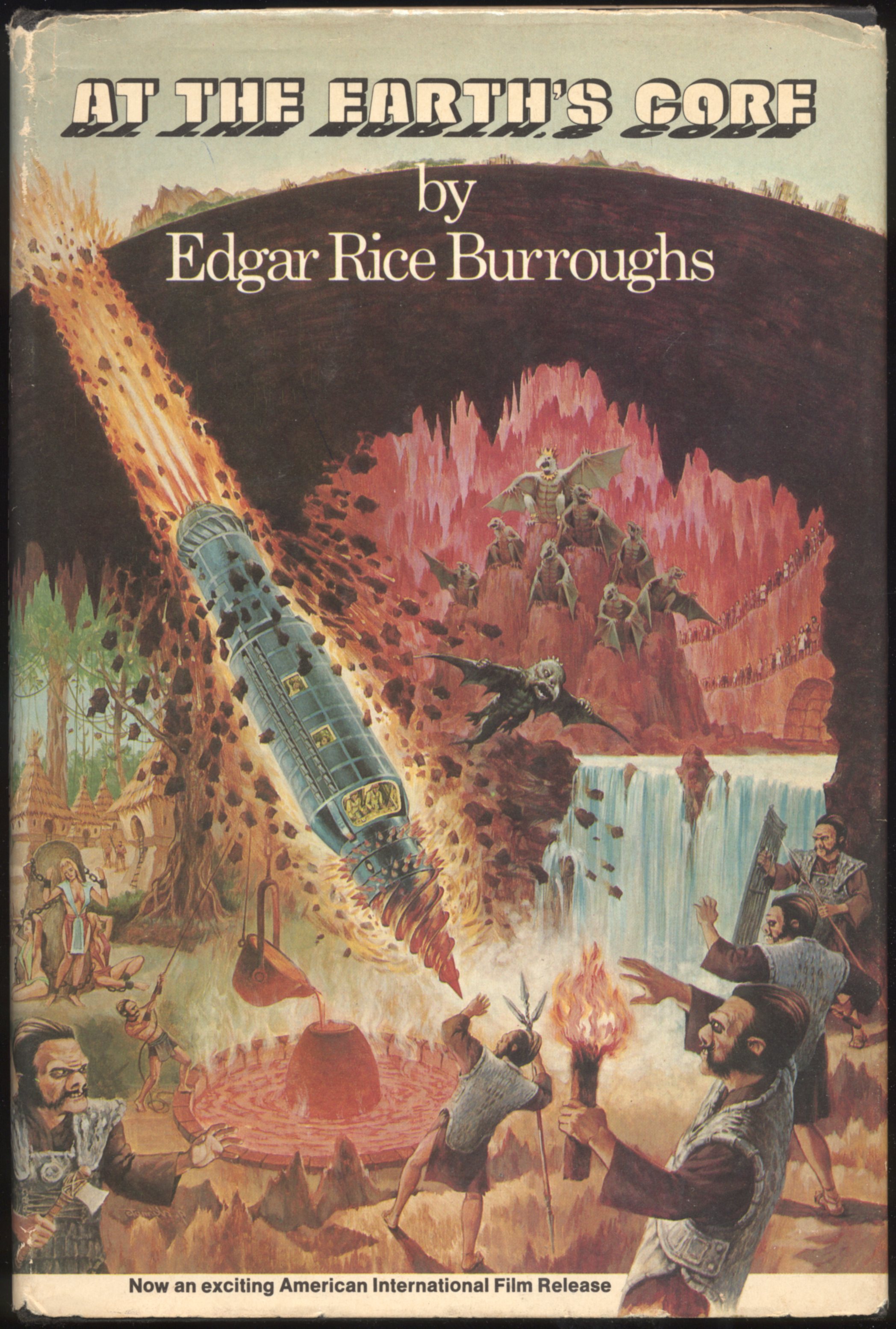
Obálka knihy At the Earth's Core z roku 1976.

Série o Pelluicaru se skládá ze sedmi dílů, přičemž čtvrtý díl je zároveň součástí cyklu o Tarzanovi:
- At the Earth's Core (1914 časopisecky, 1922 knižně), česky jako Do středu Země nebo jako Cesta do nitra Země,
- Pellucidar (1915 časopisecky, 1923 knižně), česky jako Svět Pellucidaru,
- Tanar of Pellucidar (1929, Tanar z Pellucidaru),
- Tarzan at the Earth's Core (1929 časopisecky, 1930 knižně), česky jako Tarzan ve středu Země nebo jako Tarzan v nitru Země,
- Back to the Stone Age (1937, Návrat do doby kamenné),
- Land of Terror (1944, Země hrůzy),
- Savage Pellucidar (posmrtně 1963, Divoký Pellucidar), původně časopisecky v letech 1941–1942 jako tři příběhy – The Return to Pellucidar, Men of the Bronze Age a Tiger Girl.

## Filmové adaptace
- At the Earth's Core (1976), americký film, režie Kevin Connor,
- Tarzan and the Mahars (1997), patnáctá část amerického televizního seriálu Tarzan: The Epic Adventures.

## Česká vydání
- Do středu Země, Ladislav Šotek, Praha 1927, přeložil Dr. Jirka Macák, vyšlo jako 3. svazek edice Spisy E. R. Burroughse,
- Tarzan ve středu Země, Magnet-Press, Praha 1993, přeložil a upravil Leo Kustoš,
- Tarzan v nitru Země, Paseka, Praha 1994, přeložil Václav Procházka,
- Cesta do nitra Země, Havran, Praha 2003, přeložil Jan Kantůrek,
- Svět Pellucidaru, Havran, Praha 2003, přeložil Jan Kantůrek.